# اندیس خاک صنعتی بالاروچ
خاک صنعتی بالاروچ یک اندیس غیرفلزی است که در حوالی شهر قزوین استان قزوین قرار دارد و مادهٔ معدنی موجود در آن، خاک صنعتی است.سنگ میزبان این اندیس توفهای سبزکرج است و دیرینگی آن به دوران ائو- الیگوسن می‌رسد. در این اندیس، پاراژنز‌های ایلیت - کائولن یافت می‌شوند.